# Lyoner Denkmal zum Völkermord an den Armeniern

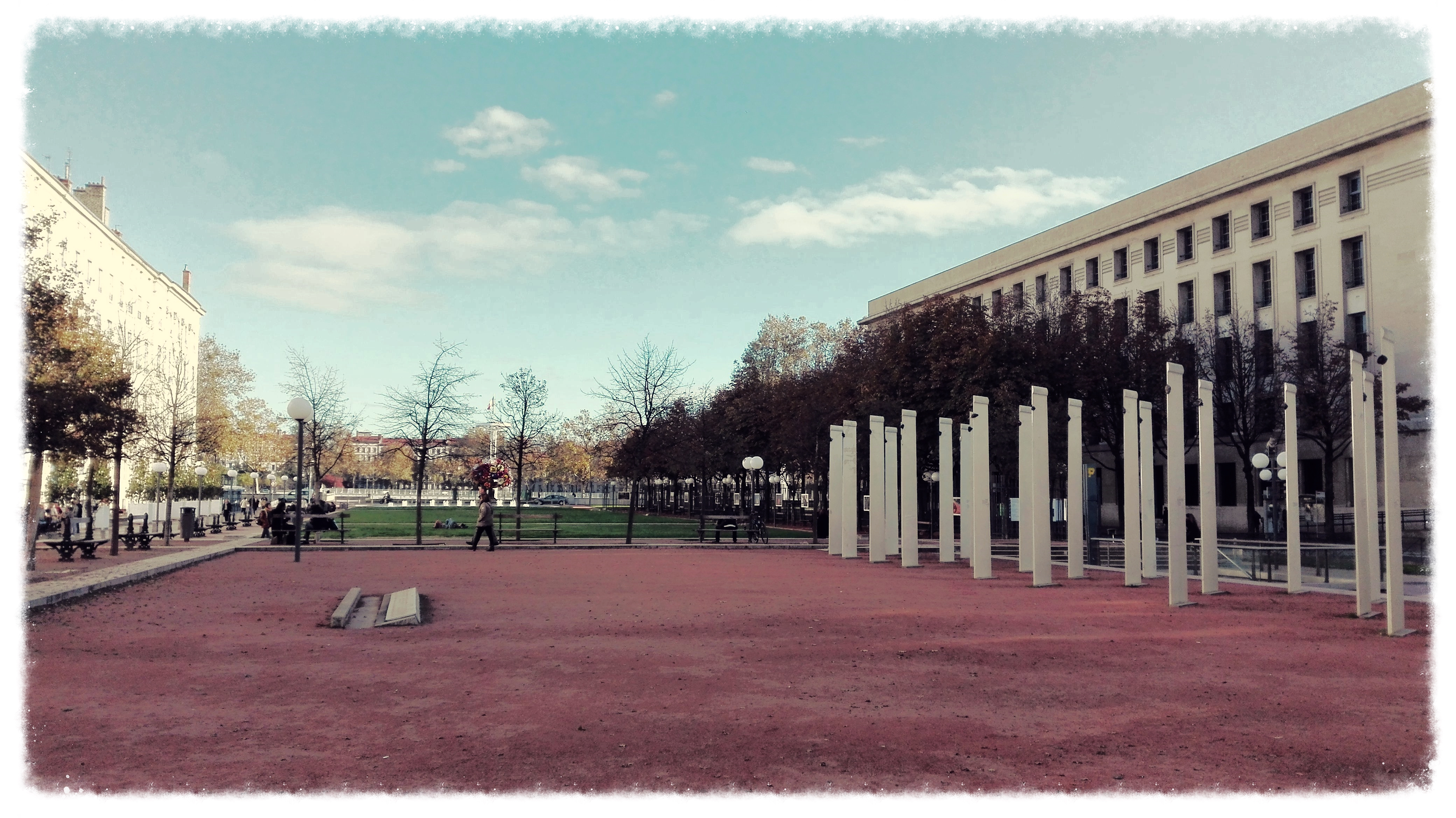
Platz mit dem Lyoner Denkmal zum Völkermord an den Armeniern 2016

Das Lyoner Denkmal zum Völkermord an den Armeniern (französisch Memorial Lyonnais du genocide des Armeniens) wurde 2006 im Zentrum der französischen Stadt Lyon im Gedenken an die Opfer des Völkermords an den Armeniern ab 1915 im Osmanischen Reich errichtet.
Das Mahnmal befindet sich an der Place Antonin-Poncet nahe dem Place Bellecour, der Hauptstraße von Lyon. Es wurde von Leonardo Basmadyian entworfen und umfasst 36 weiße Betonteile, die von Steinen aus Armenien ergänzt werden. Gedichte von Gostan Zarian sind auf den Betonteilen eingraviert.
Die Kosten betrugen 180.000 €, über zwei Drittel davon wurden von der armenischen Gemeinde Lyons gespendet. Der Rest wurde von der Stadt Lyon bereitgestellt. Bürgermeister Gérard Collomb unterstützte aktiv das Projekt.
Seit etwa 2013 gibt es im Osten Lyons – in Décines-Charpieu – auch das Centre national de la mémoire arménienne. Premierminister Manuel Valls nannte es anlässlich des 100. Gedenktages am 24. April 2015 einen Ort der Erinnerungsarbeit.
Zum 100. Gedenktag versammelten sich am Mahnmal zahlreiche Menschen.

## Kontroversen
Mitglieder der türkischen Gemeinde Frankreichs und örtliche türkische Organisationen protestierten gegen die Errichtung des Mahnmals. Der Rat der Türkischen Kulturvereinigungen in Rhône-Alpes wandte sich an die französische Justiz, um die Errichtung des Mahnmals zu kippen; das Gericht tat dies nicht. Am 18. März 2006 nahmen über 3.000 Türken an einer Protestveranstaltung gegen das Mahnmal teil.
Der örtliche Zweig der oppositionellen Union pour un mouvement populaire (UMP) sprach sich ebenfalls gegen die Erbauung des Mahnmals aus.

## Vandalismus
Am 17. April 2006, eine Woche vor ihrer offiziellen Einweihung, wurde das Mahnmal mutwillig beschädigt. Graffiti, welche das Faktum des Völkermordes leugneten („Es gab keinen Völkermord“), wurden auf das Mahnmal gesprüht. Das Mahnmal wurde im August 2007 und März 2020 erneut beschädigt.

## Einweihung
Das Mahnmal wurde offiziell am 24. April 2006, dem 91. Jahrestag des Beginns des Völkermords an den Armeniern eingeweiht.
Im Zuge starker Sicherheitsmaßnahmen an diesem Tag bewachten bzw. umstellten über 200 Beamte der Brigade anti-criminalité der Direction centrale des renseignements généraux und 25 Stadtpolizisten das Gebiet und sperrten es für den Verkehr.
Bis zu 4.000 Personen, darunter der armenische Botschafter in Frankreich, marschierten am Mahnmal vorbei. Der französische Transportminister Dominique Perben und der UMP-Bürgermeisterkandidat für Lyon vertraten Staatspräsident Jacques Chirac bei der Eröffnungszeremonie.